# ソユーズMS-24
ソユーズMS-24は、2023年9月15日にバイコヌール宇宙基地から国際宇宙ステーションに向けて打ち上げられたロシアのソユーズの有人飛行。

## クルー
このミッションのクルーは当初ソユーズ MS-23ミッションに割り当てられていたが、ソユーズ MS-22の冷却剤漏洩があったっためにMS-23を無人で打ち上げる必要が生じたためにMS-24に再割り当てされた。オレグ・コノネンコはMS-24の同乗者であるニコライ・チュブとともに2023年9月15日に開始された1年間のミッションに割り当てられた。もしもミッションが300から365日に達すると、コノネンコは総計で1036から1101日を軌道上で過ごすことになり、ゲンナジー・パダルカによる878日間という現在の記録を上回ることになる。また、宇宙空間に1000日滞在した最初の人類となる。

### 正クルー
| 地位                  | 打ち上げ機乗組員                                                      | 着陸機乗組員                                                |
| --------------------- | --------------------------------------------------------------------- | ----------------------------------------------------------- |
| 指揮官                | オレグ・コノネンコ, ロスコスモス 第69/70/71次長期滞在 5回目の宇宙飛行 | オレッグ・ノヴィツキー, ロスコスモス 訪問 4回目の宇宙飛行   |
| 第1ライトエンジニア   | ニコライ・チュブ, ロスコスモス 第69/70/71次長期滞在 1回目の宇宙飛行   | マリナ・ヴァシレフスカヤ 訪問 1回目の宇宙飛行               |
| 第2フライトエンジニア | ローラル・オハラ, NASA 第69/70/71次長期滞在 1回目の宇宙飛行           | ローラル・オハラ, NASA 第69/70/71次長期滞在 1回目の宇宙飛行 |

### 予備クルー
| 地位                  | 乗組員                                     | 乗組員                                     |
| --------------------- | ------------------------------------------ | ------------------------------------------ |
| 指揮官                | アレクセイ・オヴチニン, ロスコスモス       | アレクセイ・オヴチニン, ロスコスモス       |
| 第1フライトエンジニア | オレグ・プラトーノフ, ロスコスモス         | オレグ・プラトーノフ, ロスコスモス         |
| 第2フライトエンジニア | トレイシー・コールドウェル・ダイソン, NASA | トレイシー・コールドウェル・ダイソン, NASA |

## ドッキング解除と帰還
長期滞在ミッション完了後に、オハラはロスコスモスの宇宙飛行士オレッグ・ノヴィツキーおよびベラルーシの宇宙旅行参加者マリナ・ヴァシレフスカヤ（両名はISS EP-21に搭乗）とともにソユーズ MS-24宇宙船で2024年4月6日に地球に帰還する予定となっている。一方、コノネンコとチュブはISS軌道実験施設に約1年間滞在し、ソユーズ MS-25宇宙船でNASAの宇宙飛行士トレイシー・コールドウェル・ダイソンとともに帰還する。もしもミッションが300から365日に達すると、コノネンコは総計で1036から1101日を軌道上で過ごすことになり、ゲンナジー・パダルカによる878日間という現在の記録を上回ることになる。また、宇宙空間に1000日滞在した最初の人類となる。